# Єремеєвіт
Єремєєвіт — мінерал, борат алюмінію острівної будови.

## Етимологія та історія
Названий на честь російського мінералога П. В. Єремєєва (Augustin Alexis Damour, 1883).

## Загальний опис
Містить (%): Al2O3 — 59,41; B2O3 — 40,59. Сингонія гексагональна. Гексагональні видовжені призми з округлими неправильними або зазубленими кінцевими гранями і віциналями. Густина 3,28-3,3. Твердість 8. Безбарвний до блідого жовто-коричневого. Знайдений у вигляді поодиноких кристалів на горі Соктуй (Східний Сибір).